# Фуефукі (Яманасі)

35°38′50″ пн. ш. 138°38′24″ сх. д. / 35.64722° пн. ш. 138.64000° сх. д.
Фуефу́кі (яп. 笛吹市, ふえふきし, МФА: [ɸu.eɸu̥kʲi ɕi̥]) — місто в Японії, в префектурі Яманасі.

## Короткі відомості
Розташоване в центральній частині префектури, в басейні річки Фуефукі. Виникло на основі постоялих містечок та сільських поселень раннього нового часу. Засноване 12 жовтня 2004 року шляхом об'єднання містечок Ісава, Місака, Ітіномія, Яцусіро, Касуґай з селом Сакайґава. Основою економіки є сільське господарство, вирощування винограду, персиків, хурми, виноробство. Станом на 1 квітня 2009 площа міста становила 201,92 км². Станом на 1 липня 2011 населення міста становило 70 439 осіб.